# Sepiadarium austrinum
Sepiadarium austrinum är en bläckfiskart som beskrevs av Berry 1921. Sepiadarium austrinum ingår i släktet Sepiadarium och familjen Sepiadariidae. IUCN kategoriserar arten globalt som otillräckligt studerad. Inga underarter finns listade i Catalogue of Life.